# Kalktufbron

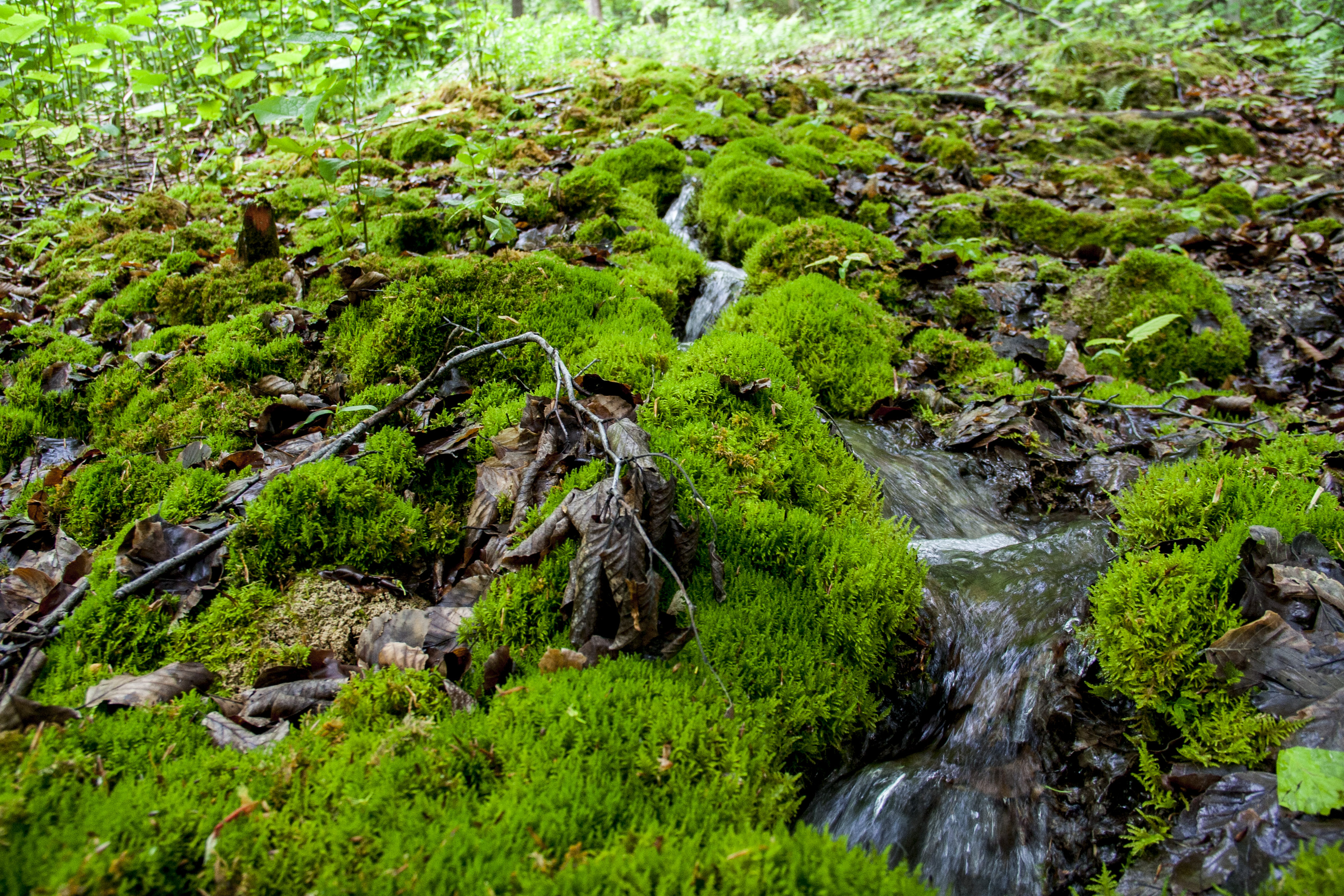
Kalktufbron (helocreen) bij Thalheim

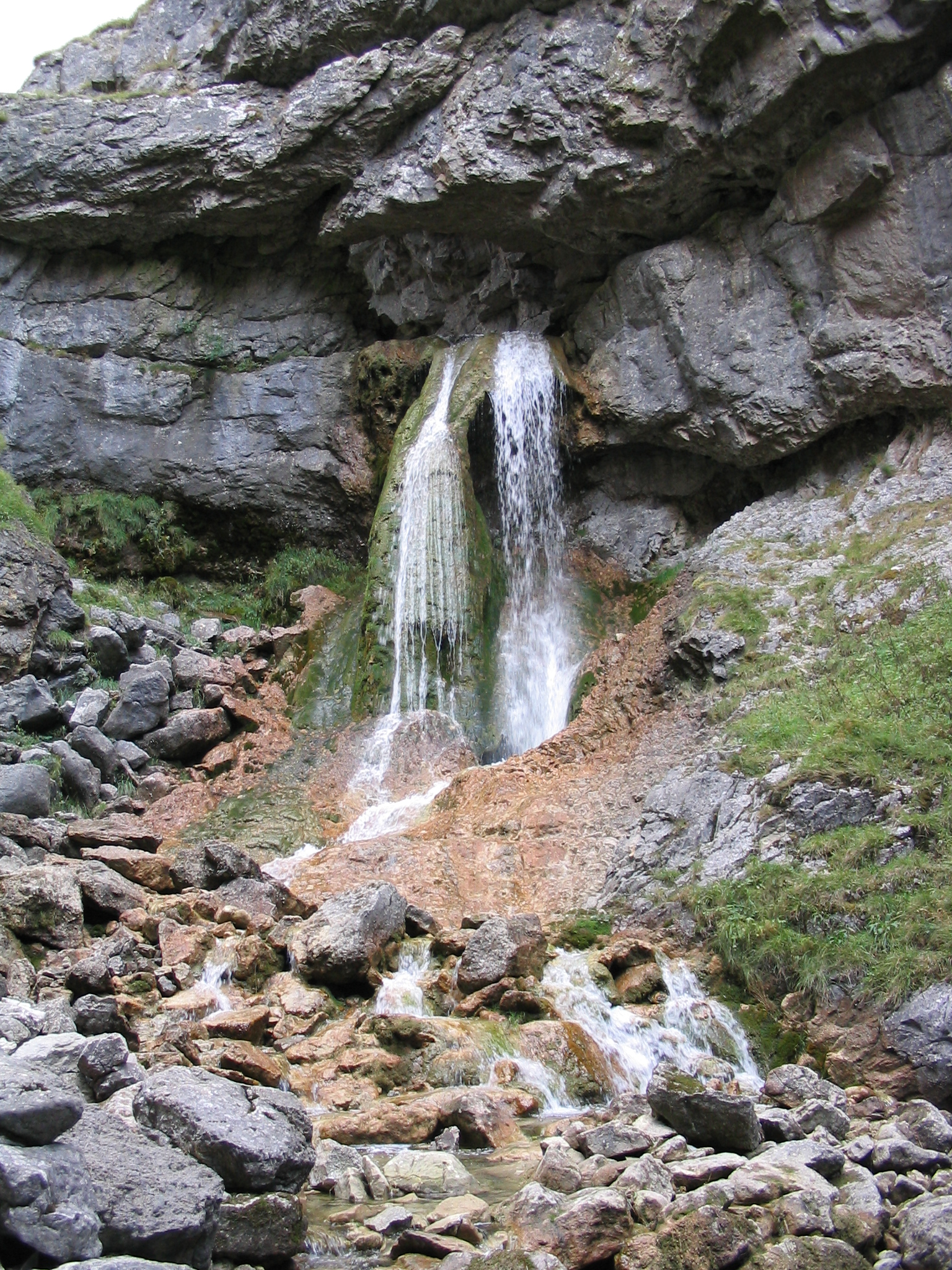
Kalktufbron van de Gordale Scar-waterval in North Yorkshire (reocreen)

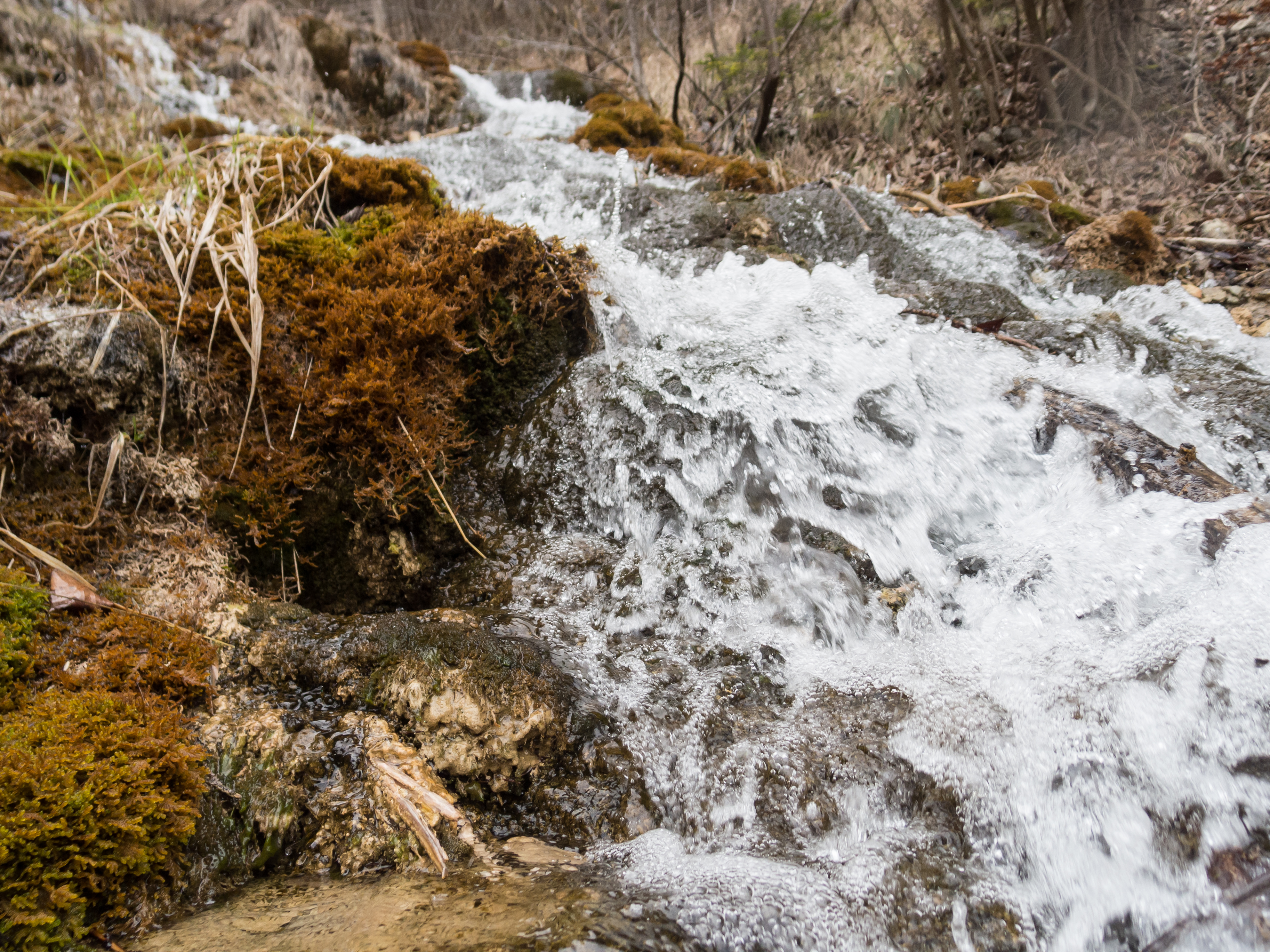
Kalktufbron van de Tuffbach bij Innsbruck

Een kalktufbron is een bron die wordt gevoed door kalkhoudend water en wordt gekenmerkt door neerslag van kalksinter (kalktuf) in het directe brongebied. Typisch voor de locatie kenmerkende planten, met name mossen zoals geveerd diknerfmos (Palustriella commutata), spelen een cruciale rol bij de vorming van de kalktuf.

## Kenmerken en herkomst
In kalktufbronnen ontspringt het hele jaar door kalkhoudend bronwater met een temperatuur van 2 tot 7°C. Met de ondergrondse doorgang van het infiltrerende, zwak zure regenwater in kalksteen wordt calciumcarbonaat opgelost en met de grondwaterstroom meegevoerd. Bij de bronuitstroom slaat calciumcarbonaat weer neer als gevolg van temperatuurverhoging en drukvermindering, gecombineerd met het ontsnappen van de in het grondwater opgeloste kooldioxide. Dit proces wordt versterkt door algen en mos, die via fotosynthese ook kooldioxide uit het bronwater halen. Mossen en planten zijn bedekt met een dunne korst van neergeslagen calciumcarbonaat, dat na verloop van tijd filigrane poreuze kalksteen vormt.

### Brontypen
Kalktufbronnen komen vooral voor als reocrene bronnen met beperkte grondwaterafvoer en helocrene bronnen (kwelbronnen). Bij kwelbronnen komt het grondwater meestal langzaam naar boven in een min of meer groot moeras. Reocrene bronnen kunnen daarentegen meestal een veel grotere afvoer hebben. Zowel organische als steenachtige substraten kunnen worden waargenomen in de directe omgeving van kalktufbronnen.

## Omstandigheden
Kalktufbronnen kunnen alleen onder bepaalde omstandigheden bestaan. Het water van de bron dient een basische pH-waarde te hebben van 7 tot 8,5. In het water moet er een overdadige hoeveelheid calcium (Ca2+) en waterstofcarbonaat (HCO3−) aanwezig zijn die in labiel evenwicht staat tot de in het water opgeloste kooldioxide en vaste kalk (CaCO3). De dan aanwezige chemische evenwichtsreactie is de volgende: Ca2+ + 2(HCO3−) ↔ CaCO3 + CO2 + H2O
In het bronwater is kooldioxide aanwezig dat zijn herkomst heeft in biogeochemische afbraakprocessen die ondergronds niet in de atmosfeer kan ontsnappen. Het komt dan als koolzuur (H2CO3) terecht in grondwater. Het koolzuur zorgt er ook voor dat kalk in de bodem opgelost wordt, waardoor er hogere concentraties calcium en waterstofcarbonaat in het grondwater terecht komt. Een deel van het koolzuur wordt door het oplossen van kalk geneutraliseerd. Wanneer het bronwater bovengronds komt, komt er kooldioxide (CO2) vrij. Hierdoor ligt de concentratie kooldioxide in de nabijheid van kalktufbronnen hoger dan in de atmosfeer. Doordat de kooldioxide vrijkomt, raakt het water oververzadigd met kalk. Deze kalk slaat dan als kalktuf neer op alles waar het water mee in aanraking komt. In het water neemt vervolgens de hoeveelheid kalk af en loopt de pH-waarde op.

## Flora
In de buurt van de bronuitgangen vormt zich onder optimale omstandigheden een karakteristieke bronflora. Naast blauwalgen en kiezelwieren domineren mossen, waaronder geveerd diknerfmos (Cratoneuron commutati) en gewoon diknerfmos (Cratoneuron filicinum).
De algen en mossen die bij kalktufbronnen leven nemen uit het water koolzuur op, waardoor de chemische wijzigt en het labiele chemische evenwicht verandert. Als gevolg hiervan wordt de neerslag van kalktuf op onder andere het mos bespoedigd. Door die neerslag verkalken de mossen en moeten ze harder groeien om niet omsloten te worden door de kalktuf. In dit extreme milieu kunnen maar een klein aantal mossensoorten overleven, waarbij de meest typerende mossoorten het geveerd diknerfmos (Palustriella commutata) en tufmos (Eucladium verticillatum) zijn.

### Nederland
In Zuid-Limburg komt geveerd diknerfmos (Palustriella commutata) slechts in zeldzame gevallen voor. Tufmos (Eucladium verticillatum) heeft men in 2016 wel aangetroffen, maar dan alleen bij de Putbergbron. De mossoorten die bij de kalktufbronnen vooral worden aangetroffen zijn gewoon diknerfmos (Cratoneuron filicinum), beekdikkopmos (Brachythecium rivulare), gekroesd plakkaatmos (Pellia endiviifolia). De vaatplanten die vooral aangetroffen worden bij kalktufbronnen zijn onder andere paarbladig goudveil (Chrysosplenium oppositifolium), bittere veldkers (Cardamine amara) en robertskruid (Geranium robertianum).

## Verspreiding

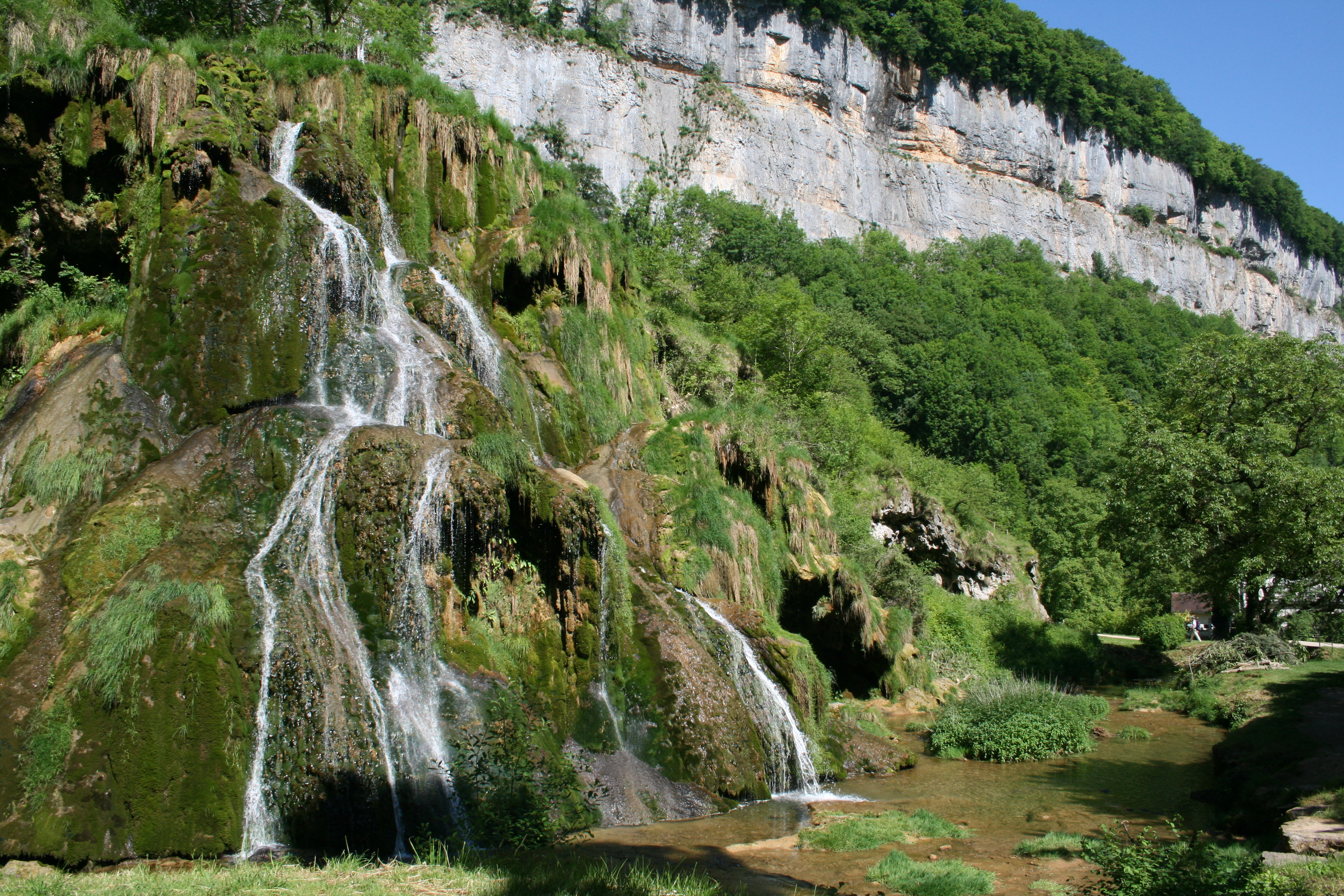
Kalktufbron van Dard in Baume-les-Messieurs

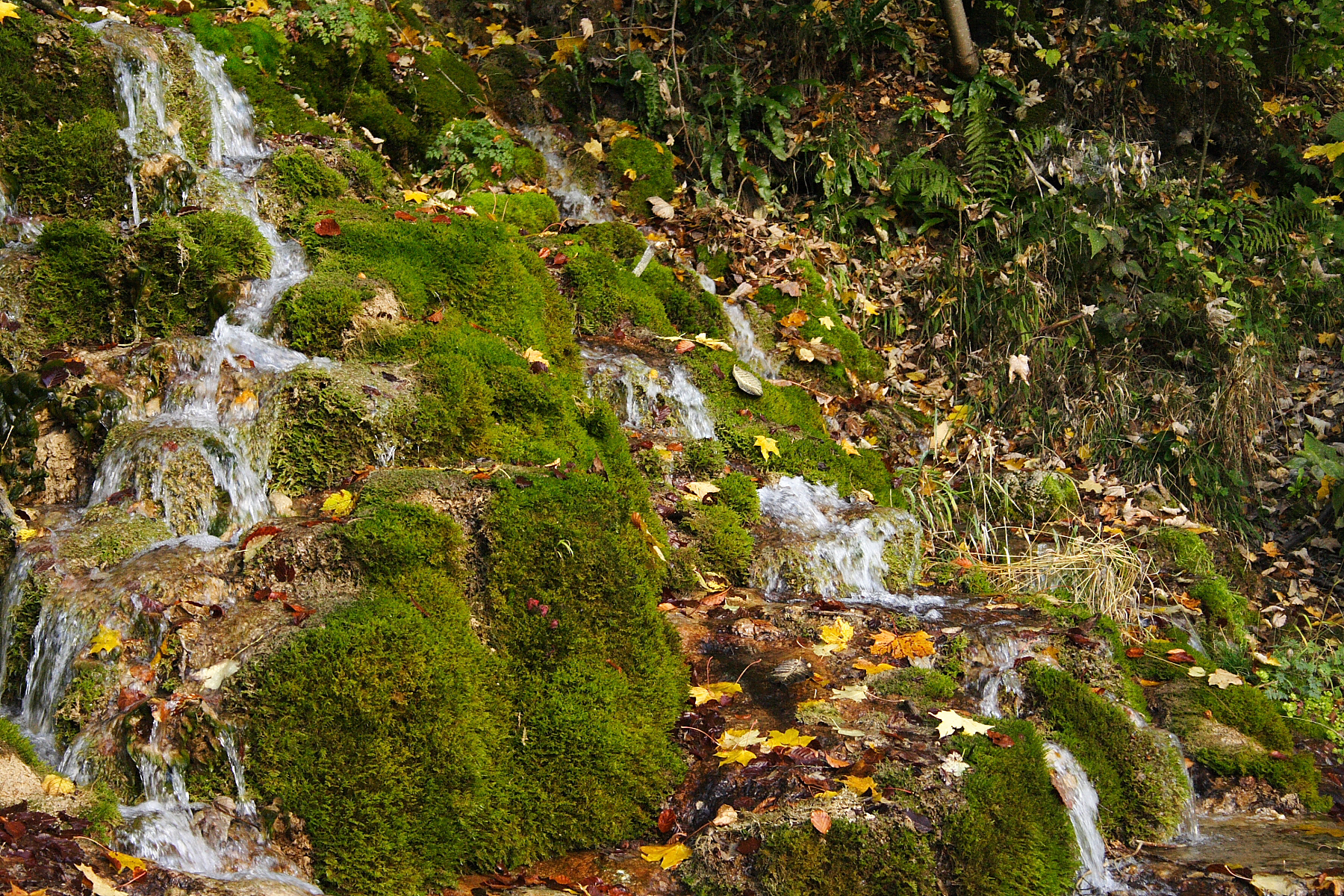
Kalksinterterras boven de Gütersteinerwaterval

Kalktufbronnen zijn genetisch verbonden met de verspreidingsgebieden van carbonatische rotsformaties (kalksteen, dolomiet). Kalktufbronnen zijn een relatief zeldzaam type bron. In Europa komen dergelijke bronnen bijvoorbeeld voor in de Kalkalpen, in het gebied van de uitlopers van de Alpen, die meestal bedekt zijn met kalkhoudend gletsjergrind, in de Fränkische Alb en Schwäbische Alb aan de krijtkust van Jasmund. In Neder-Oostenrijk zijn er kalktufbronnen tot een hoogte van 1000 meter in het Wienerwald.
Naast de verspreidingsgebieden, waar kalksteen en/of löss in de bodem te vinden zijn, komen kalktufbronnen ook voor in kalkmoerassen, dit zijn basenrijke veenmoerassen.

### België

#### Haspengouw
- Vallei van de Jeker[3]
- Vivier de Vivegnis[4], waarschijnlijk gevoed door het drainagesysteem van koolmijnen[5]
- Bronnen van de Rida in Vottem
- Hollogne-aux-Pierres[6]
- Hoegaarden[3]
- Edingen[3]
- Vochtig Haspengouw (Lid van Alden Biesen)[3]

#### Land van Herve
- Bolland[7]
- Sint-Martens-Voeren[8]

#### Belgisch Lotharingen
- Chassepierre
- Vele andere kalktufbronnen

### Nederland
Kalktufbronnen komen in Nederland alleen voor in Zuid-Limburg en dan specifiek in Natura 2000-gebieden het Bunder- en Elsloërbos, in de Noorbeemden, in het stroomgebied van de Geul (Geuldal) en in het stroomgebied van de Geleenbeek. De bodem in deze gebieden kenmerkt zich door löss en/of kalksteen. Zowel de löss als de kalksteen kunnen als kalkleverancier fungeren. Water dat in de bodem zakt voert kalk mee dat zich in de löss bevindt, stroomt door de Pleistocene afzettingen met Maasgrind en voert eventueel ook door de mogelijk aanwezige kalksteen. Kalktufbronnen in de Noorbeemden, bij Terziet, de Catharinabron en de Putbergbron krijgen hun kalk uit het aanwezige pakket van kalksteenlagen.
Kalktufbronnen die in Nederland voortkomen uit kalkmoerassen zijn te vinden in het Ravensbosch en bij Weustenrade.
Kalktufbronnen in Nederland zijn onder andere:
- Catharinabron in Ulestraten
- Putbergbron bij Ubachsberg
- In het Bronnetjesbos bij Terziet[10]
- In het Bunder- en Elsloërbos bij Bunde, Geulle en Elsloo een of meerdere bronnen van de:[11]
  - Medammerweidebeek
  - Woudbeek
  - Poortlossing
  - Hemelbeek
  - Armsterbeek
  - Hussebeek
  - Zandbeek
  - Waalsebeek
  - Molenbeek
  - Heiligenbeek

## Gevoeligheid
Kalktufbronnen zijn gevoelige biotopen. Naast de mechanische vernietiging van de kwetsbare kalksteenstructuren door dieren en mensen wanneer de bron gebruikt wordt als veedrinkbak of voor toeristische doeleinden, kunnen kalktufbronnen door verschillende factoren in gevaar worden gebracht. Naast het veranderen van de hydrologische en hydrochemische kenmerken van de bron door het verlagen van het grondwater en daardoor het verminderen van de bronvulling, eutrofiëring, het binnendringen van verontreinigende stoffen en meststoffen in het grondwater, komen materialen (antropogeen afval en snoeisel van bomen door bosbouw) keer op keer terecht in het water van de bron, die de vorming van kalktuf voorkomt of aanzienlijk verstoort. Technische en toeristische bronversies en opruiming in het brongebied kunnen het biologische evenwicht aanzienlijk verstoren.
In Nederlands Zuid-Limburg zijn de kalktufbronnen ernstig vervuild door een verhoogd nitraatgehalte in het bronwater, waarbij er zelfs waarden bereikt worden van vier keer de maximale Europese nitraatnorm.